# Burg Berstadt

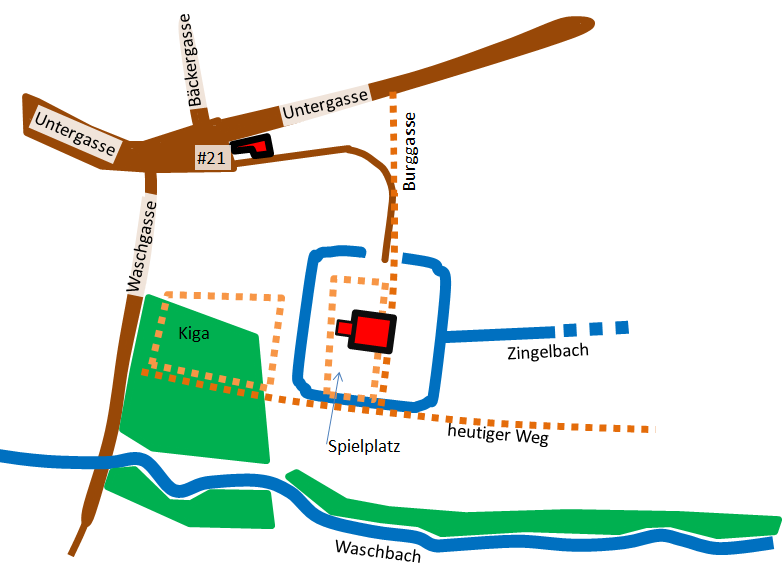
Lage der Burg in Berstadt. Im Vergleich dazu, was sich heute im Bereich befindet (unterbrochene Linien)

Die Burg Berstadt, seit dem 19. Jahrhundert auch Cramersche Burg genannt, ist eine abgegangene Wasser- und Turmburg am Zingelbach. Zingelbach wird der Bach nur im Bereich der ehemaligen Ortsbefestigung genannt, die er im Westen und Süden des Ortes umfließt. Im Südosten wurde hier Wasser für die Burg abgezweigt. Eine ehemalige Mühle am westlichen Rand von Berstadt wurde durch das Wasser eines im 17. Jahrhundert angegelegten Sees versorgt.

## Geschichte
Die frühe Entwicklung der Burg (Reichsgut) ist vielleicht in die Salierzeit (10. bis 11. Jahrhundert) zu datieren. Nach genaueren Untersuchungen werden jedoch die Ursprünge der Burg als karolingisch-ottonisch bezeichnet.
Dass sich in Berstadt ein Königshof befunden habe, ist längst widerlegt. Einen karolingischen Königshof gab es in Echzell. Als Ort der Königsgastung diente der fuldische Fronhof an der Kirche, der sogenannte Mainzer Hof.
Im 11. Jahrhundert erlangte der Ort Bedeutung als einziger Ort in der Wetterau, der wiederholt deutsche Kaiser beherbergte. Für die Jahre 1056, 1068 sowie 1074 sind Aufenthalte der Könige Heinrich III. und Heinrich IV. urkundlich belegt.
Die Ministerialen sicherten den fuldischen Besitz und den Zoll, der an der Furt durch den Zingelbach zu entrichten war. Im 13. Jahrhundert ist eine Adelsfamilie von Berstadt als Zweig der Adelsfamilie von Büches urkundlich fassbar. Die Familie von Büches starb um ca. 1600 im Mannesstamm aus. Die von Berstadt sind nicht nur als Teil der Burgmannschaft in der Wetterauer Reichsburg Friedberg urkundlich nachgewiesen.
In den hessischen Staatsarchiven sind Urkunden zum „steinernen Haus zu Berstadt“ vorhanden, die eine Belehnung der Burg von 1439 bis 1604 belegen. 1439 als Erbe seines Vaters wurde Henne von Bellersheim in einer Urkunde mit dem Steinhaus zu Berstadt, zwei Höfen, drei Hufen Land sowie Äckern, Wiesen und Zubehör zu Berstadt durch den Fuldaer Fürstabt Johann I. von Merlau belehnt. 1440 wurde Heinrich von Bellersheim (wohl derselbe) durch den neuen Fürstabt der Abtei Fulda erneut damit belehnt. 1490 erhielten es die Brüder Heinrich und Erwin von Bellersheim durch den Fürstabt Johann von Henneberg als Lehen. Mit dem Tode von Heinrich belehnte derselbe Abt 1506 den erbenden Hans von Karsbach: das „Steynern Huß mit seinem Umbfang zu Berstatt.“ 1558 vergab Fürstabt Wolfgang Schutzbar genannt Milchling das Anwesen den Vormündern Wilhelm von Waldmannshausen und Hartmann von Bellersheim der Walpurgis von Karsbach, Tochter des verstorbenen Philipp von Karsbach. 1570 ging das Lehen an ihren Ehemann Dietz von Rosenbach über, vergeben durch den damaligen Fuldaer Fürstabt Balthasar von Dernbach genannt Graul. Dieser bestätigte das Lehen 1604 dessen Söhnen Adam Hektor, Johann Konrad und Hans Dietrich von Rosenbach.
Aus den Untersuchungen von Willy Roth und Eugen Rieß ergibt sich für die neuzeitliche Geschichte der folgende Verlauf: Letzte Besitzer der Burg waren Nachfahren des Geiß-Niddaer Pfarrers Cramer. Sein Sohn, Carl Cramer, heiratete Christine Sophie Laupus, Tochter des Pfarrers Laupus zu Nauheim, ihre Mutter war Luise Jakobine Ellenberger aus Berstadt. Aus der Ehe stammten sechs Kinder, von denen nur zwei Töchter, eine davon unverheiratet, überlebten.
Tochter Christine Wilhelmine, * 25. Oktober 1803, heiratete 1838 den preußischen Leutnant Weber. Bis 1852 befand sich der Besitz noch bei den Nachfahren der Familie Cramer. Zwölf Jahre später wurden das Anwesen, das der Gemeinde zustehende Wohnhaus nebst Remise und Waschküche sowie zwei Schweineställe zum Abbruch verkauft. Der obere Bereich der Burg, in etwa das heutige Anwesen Untergasse 21, mit großem Wohnhaus und Nebengebäuden war von den Grafen von Walderdorff und von Einsiedel an die Gemeinde verkauft worden, die 1860 den Komplex der Frau des Revierförsters Müller vermietete.
Die im oberen Bereich der Burg gelegene Hofreite wurde am 26. Februar 1866 durch Heinrich Wolf X. für 1405 fl. ersteigert. Letzter Pächter des nach dem Abbruch noch vorhandenen Burgkellers in dem Burggarten war 1870 Jost Völbel. Der einsturzgefährdete Keller wurde danach nicht mehr verpachtet und stürzte 1877 teilweise ein. Den Bereich der Burg nehmen heute ein Garten und der Spielplatz ein.

## Beschreibung
Die etwa 55 auf 47 Meter große rechteckige Kernburg mit einem 20 Meter mal 20 Meter großen Wohnturm befand sich in der Mitte der von einem 5 Meter breiten Wassergraben umgebenen Burganlage. Der Zugang erfolgte über einen westlich (Richtung Waschgasse) angesetzten Torturm. Das Gebäude hatte mindestens zwei Geschosse und war wohl ein schiefergedeckter Fachwerkbau. Außerhalb der Kernburg befanden sich Scheunen, Stallungen, Aufenthaltsräume und Vorratskammern. Sicher ist, dass diese Gebäude nicht mehr das ursprüngliche Aussehen aus der Salierzeit hatten. Lediglich der annähernd quadratische Grundriss in den Parzellenbüchern verweist auf seine Gestaltung als Wohnturm. Von dem Anwesen Untergasse 21 (ebenfalls Teil der Burg) erfolgte die Einfahrt zur Burg, wo sich heute noch eine Hoftoreinfahrt mit Torpfosten (Jahreszahl 1793) befindet. An diesem Anwesen soll auch ein Graben parallel zur Untergasse verlaufen sein. Der ehemalige Wassergraben soll noch erkennbar sein. Der Zugang zur Burg erfolgte über eine Zugbrücke, die erst im beginnenden 19. Jahrhundert endgültig durch einen Steg und nach dem Verfüllen der Gräben 1839 einem festen Zugang wich.
Zum Anwesen der Burg gehörte vermutlich das dazugehörige „Herrenhaus“ im Bereich der heutigen Untergasse 19, deutlich erhöht, oberhalb der ehemaligen Wasserburg. Das komplette Burggrundstück wird mit einer Größe von 2 Hektar angegeben. Von der Burg sind heute nur noch die Benennung der Burggasse, die sogenannten Burggärten und das als „Burgs“ genannte Anwesen in der Untergasse 21 mit den wohl von der Burg stammenden Türpforten geblieben.

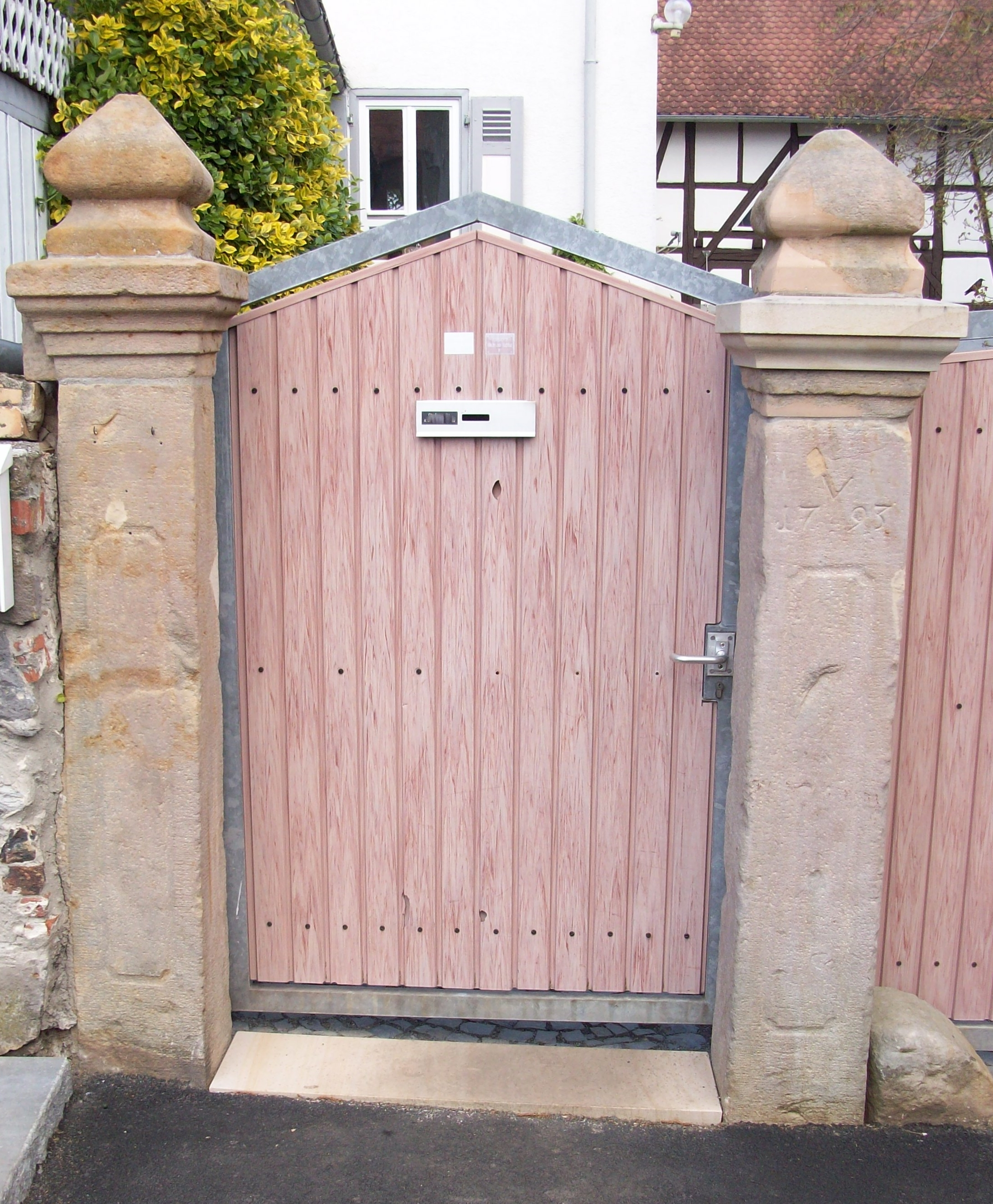
Die Torpforte mit Jahreszahl (Untergasse 21) verweist auf den ehemaligen Zugang zur Wasserburg
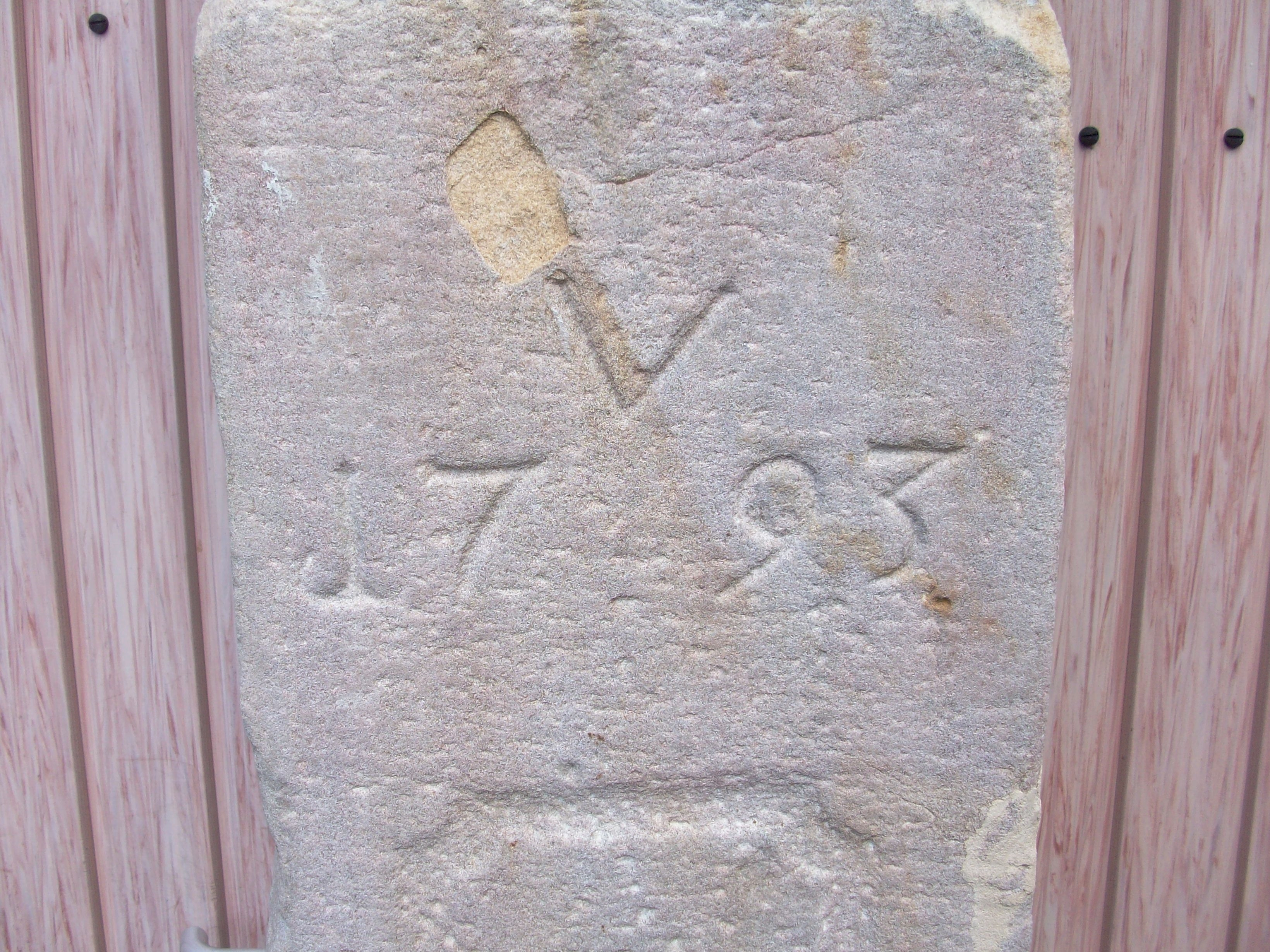
Die Jahreszahl der Türpforte:1793
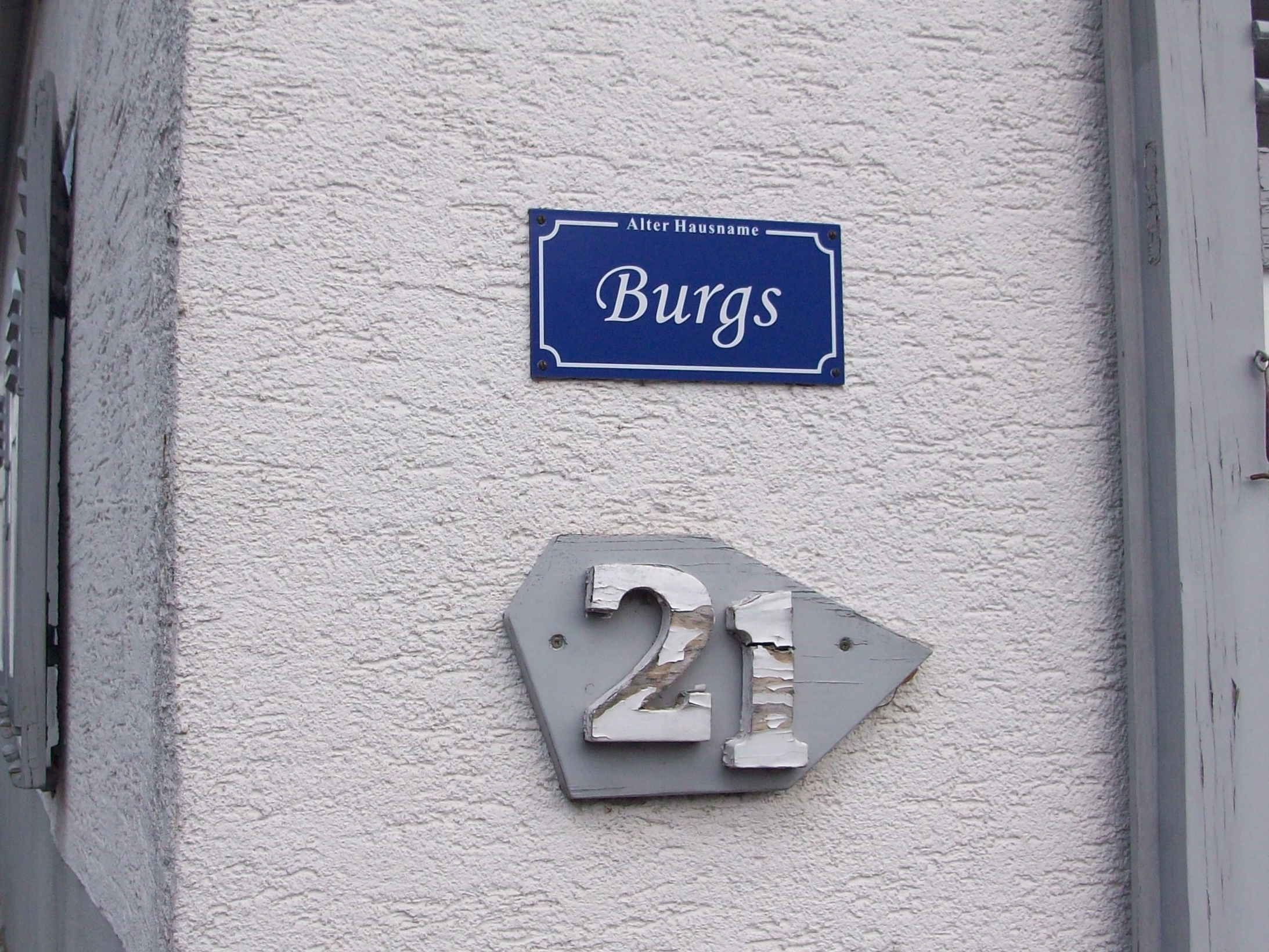
Der Name des Anwesens in der Untergasse verweist auf seine frühere Beziehung zur Burg (Zugang)
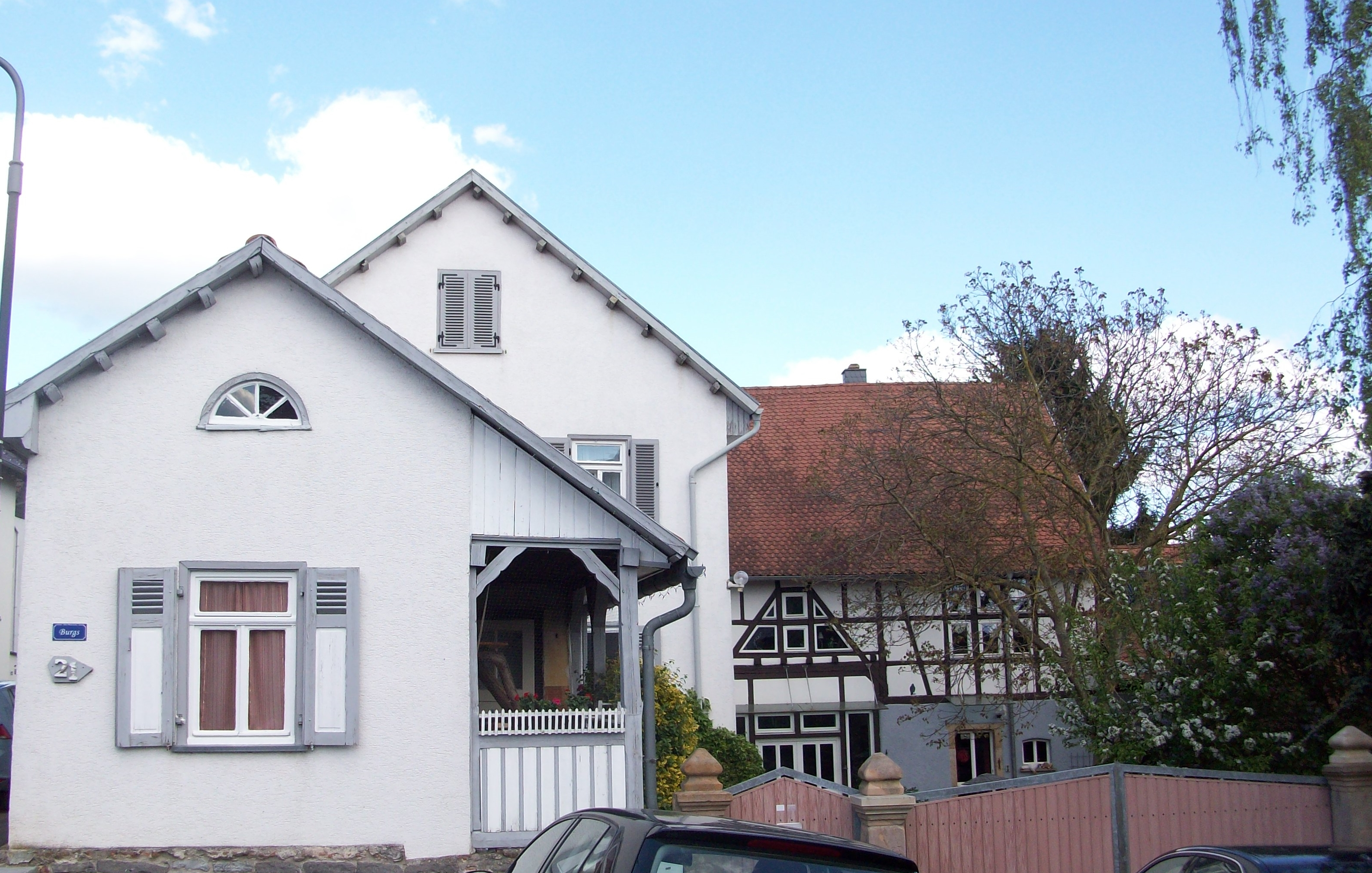
Das Anwesen Untergasse 21 mit Fachwerkbauten war Zufahrt zum Burganwesen
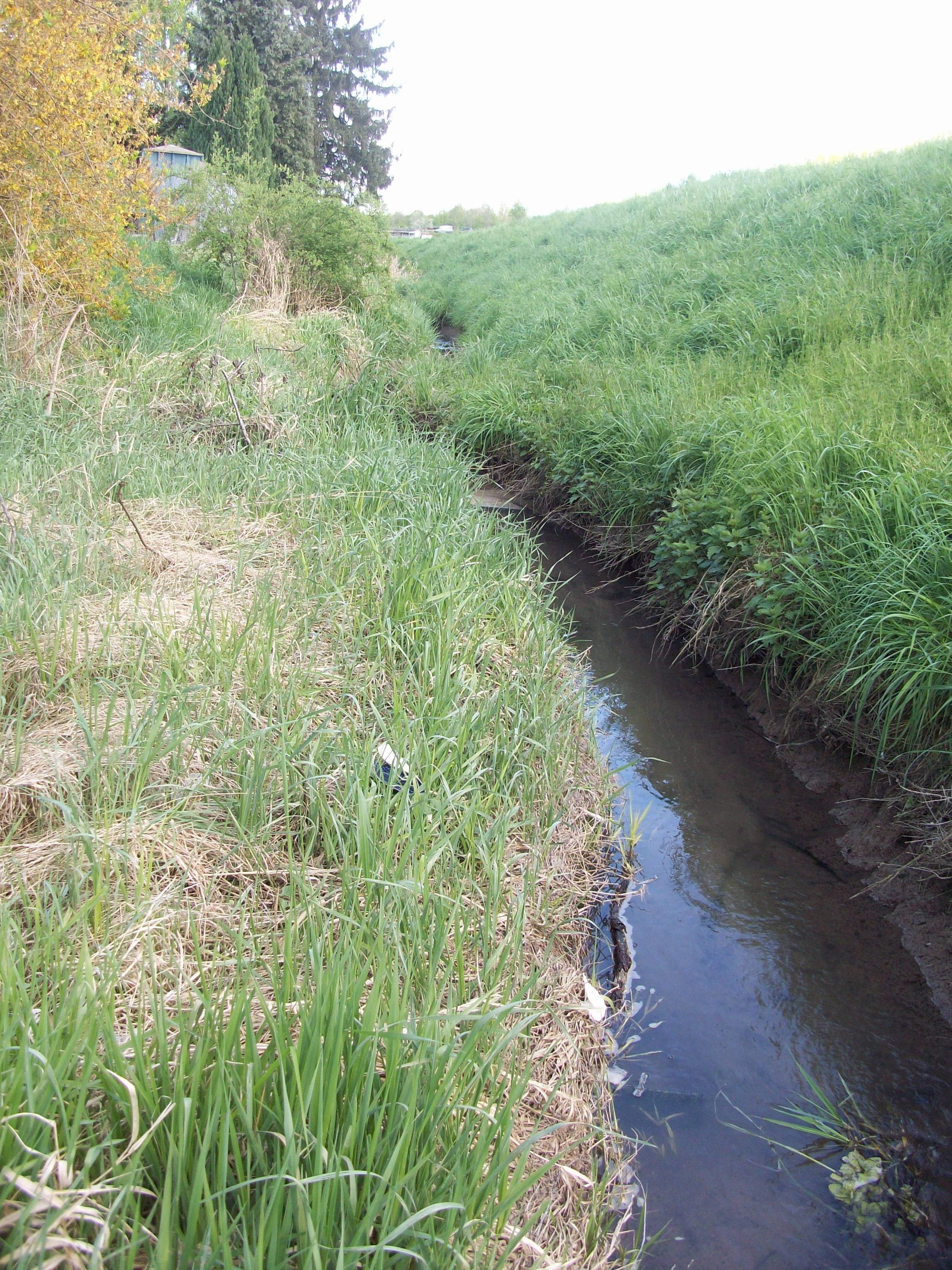
Südliche Begrenzung des ehemaligen Burganwesens: der Waschbach Richtung Osten